# Berchemia
Berchemia-slægten er udbredt i Østasien og Nordamerika. Her nævnes kun den ene art, som dyrkes i Danmark.